# Furacão Rick (2021)
O furacão Rick foi um ciclone tropical de categoria 2 que atingiu o oeste do México. Foi a décima-sétima depressão tropical, décima-sétima tormenta nomeada e o oitavo furacão da Temporada de furacões no Pacífico de 2021. Ele chegou a essa categoria a apenas uma semana após a passagem do Furacão Pamela.

O ciclone se formou como um sistema de baixa pressão e foi rapidamente atualizado para uma depressão tropical em 21 de outubro. No final do dia 22 de outubro, a tempestade alcançou a categoria de tempestade tropical e recebeu o nome de Rick. Poucas horas depois, em 23 de outubro, a tempestade foi transformada em furacão. Rick continuou a se intensificar e atingiu o pico de intensidade no início de 25 de outubro, atingindo o continente como um furacão de categoria 2  às 10:00 UTC naquela manhã. Foi o quarto furacão a atingir o México neste ano a partir do Pacífico.

## História da tormenta
Em 18 de outubro, o Centro Nacional de Furacões (NHC) começou a destacar as chances de desenvolvimento de uma área de baixa pressão na costa oeste do México e também deu ao sistema uma chance de 20% de adquirir uma ciclogênese tropical nos próximos cinco dias. Uma área de mau tempo tornou-se identificável ao sul da costa da Guatemala e El Salvador no dia seguinte. A atividade de chuvas e tempestades foi inicialmente dispersa, e apenas um desenvolvimento gradual era esperado, embora o NHC tenha notado que o sistema provavelmente se tornaria uma depressão tropical em 24 de outubro. Na tarde de 21 de outubro, uma ampla área de baixa pressão se desenvolveu ao sul do Golfo de Tehuantepec. A atividade do chuveiro tornou-se gradualmente mais organizada, embora uma passagem do difusômetro avançado no início de 22 de outubro revelou que o sistema não havia desenvolvido uma circulação fechada do vento. No entanto, um rápido aumento na organização logo ocorreu, e seguindo uma classificação de Dvorak de T2.0 / 30 kn (35 mph; 56 km/h), o NHC atualizou o sistema de baixa pressão em uma depressão tropical às 15:00 UTC em 21 de outubro.
Na época da ciclogênese, a depressão movia-se rapidamente para o oeste sob a influência de uma crista ao norte. Situado em um ambiente de pouco cisalhamento vertical do vento, alta umidade e temperaturas quentes da superfície do mar perto de 30 °C (86 °F), a depressão foi elevada para uma tempestade tropical naquela noite após um aumento nas características de banda curva e fluxo de saída de nível superior em todas as direções. Um nublado central denso subsequentemente desenvolvido, e imagens de microondas indicaram o desenvolvimento de um anel de convecção profunda, que muitas vezes é um precursor de um olho, que levou o NHC a reavaliar a intensidade de Rick em 60 kn (69 mph; 110 km/h) e previsão de aprofundamento rápido às 09:00 UTC em 23 de outubro. Naquela tarde, Rick atingiu o status de furacão quando o ciclone começou a fazer uma curva na direção norte-noroeste em resposta a uma fraqueza no cume. Um olho tornou-se rapidamente aparente em imagens de satélite visíveis e após medições de uma aeronave dos caçadores de furacões, o NHC definiu a intensidade da tempestade em 75 kn (86 mph; 139 km/h). Durante as 18 e as 24 horas seguintes, o furacão exibiu poucas mudanças na organização ao seguir para o norte; a causa desta fase de desenvolvimento interrompida foi devido a 15 to 20 kn (17 to 23 mph; 28 to 37 km/h) de cisalhamento do vento e um ambiente com menos de 50% de umidade relativa. No entanto, as imagens de microondas mostraram um 20 nmi (23 mi; 37 km) largura havia se desenvolvido novamente na noite de 23 de outubro, um sinal de que Rick havia retomado a intensificação. Com base nas medições do vento de uma aeronave Hurricane Hunter, Rick foi atualizado para um furacão de categoria 2 na escala Saffir-Simpson às 06:00 UTC de 25 de outubro. Às 10:00 UTC, Rick atingiu a costa perto de Lázaro Cárdenas, no México. O sistema então se enfraqueceu rapidamente enquanto se movia mais para o interior, em direção ao terreno montanhoso do México. No início de 26 de outubro, Rick degenerou em uma baixa remanescente, antes de se dissipar por volta das 03:00 UTC naquele dia.

## Informes sobre Rick
Com a expectativa de que Rick aterrissaria ao longo da costa sudoeste do México, um alerta de furacão foi emitido na tarde de 22 de outubro de Zihuatanejo, Guerrero, para Punta San Telmo, Michoacán, com alertas de tempestades tropicais postados a leste e oeste da área de observação de furacões. Em 18 horas, esses relógios foram atualizados para avisos. O Servicio Meteorológico Nacional alertou que os estados de Jalisco, Morelos, Puebla, Cidade do México, Nayarit e o Estado do México podem sofrer fortes chuvas, com potencial de inundações. Quatro reservatórios em Colima e Guererro, junto com quatro rios neste último, bem como três rios e represas em Michoacán, quatro rios e três represas em Oaxaca foram monitorados para inundação. Um total de 2.260 abrigos temporários foram montados para possíveis evacuados em cinco estados. Três portos em Guerrero (Acapulco, Puerto Marqués e Zihuatanejo) junto com Lázaro Cárdenas em Michoacán foram fechados em 23 de outubro. Em Colima, um alerta azul foi emitido. Os estados de Colima, Jalisco e Nayarit abriram abrigos ante fortes chuvas, conforme já havia sido anunciado anteriormente.

## Estragos
Ainda no mar, Rick foi responsável por 3 m (9.8 ft) de ondas ao longo das áreas costeiras de Guerrero, enquanto os ventos das partes externas da circulação da tempestade derrubaram árvores, embora não tenha havido grandes danos em todo o estado.